# 六月のさくら
『六月のさくら』（ろくがつのさくら）は、2004年に放映された日本のテレビドラマ。北海道小樽市を舞台として、母と娘三姉妹の家族が、母が病気で倒れたことを機として現実と直面する様や、家族間の愛情を描いた単発ドラマである。北海道テレビ放送（HTB）で製作され、テレビ朝日系列で2004年8月28日に全国放映された。主演は大塚寧々。

## あらすじ
舘崎みづきは    東京で非正規社員として働いており、恋人の吉川真治も離職中で、不安定な日々を送っている。郷里の小樽市では、母の志津枝が夫を早くに喪い、園芸農家として、みづきたち3姉妹を育てあげたが、みづきは母の生き方を嫌い、母とも郷里とも離れて暮している。その志津枝が脳梗塞で倒れたものの、みづきは多忙を理由に、独身の姉しのぶ、結婚して小樽市内に別居する妹あおいに母を任せ、見舞いにも行かずにいる。
姉しのぶから電話で呼ばれ、みづきはようやく小樽に帰省する。志津枝は右半身麻痺の上に失語症で、会話もままならない。みづきは大きな衝撃を受け、自分を責める。さらに妹あおいは夫の達彦の転勤で、九州への転居が決定している。しのぶは、自分1人で母の介護と家業の両立は困難と覚悟して、家と畑を売って、母と共に小樽を去って市外へ転居することを決心する。みづきは皆が小樽から去ることに戸惑うも、しのぶは「小樽がなくなるわけではない、故郷は故郷、家族は家族」と諭す。
翌年の6月、みづきたち一家は真治も交えて久々に小樽に集い、よく花見をしていた天狗山を訪れる。姉妹たちの都合が合わなかったために、天狗山の名物である頂上の一本桜は、とうに開花時期を過ぎ、若葉が茂っている。みづきは「満開の桜でなくとも、6月の桜もまた美しい」と感じ、「少しずつ母との距離を縮めていこう」と、想いを巡らせる。

## キャスト
- 舘崎 みづき〈35〉 - 大塚寧々[8]
- 吉川 真治〈37〉 - 津田寛治[8]
- 舘崎 しのぶ〈39〉 - 中村久美[8]
- 荒井 あおい〈29〉 - 須藤理彩[8]
- 荒井 達彦〈34〉 - 大泉洋[8]
- 内藤 正一〈42〉 - 遠藤憲一[8]
- 舘崎 志津枝〈58〉 - 白川和子[8]

## スタッフ
- 企画・原案・プロデューサー - 四宮康雅（北海道テレビ放送）[9]
- 脚本 - 鄭義信[10]
- 監督・演出 - 多田健[8][11]
- 音楽 - 増本直樹[9]
- 編集 - 遠山千秋（リクリ）[9]

## 製作
小樽市はかつて「北のウォール街」と呼ばれるほどの活気があったが、2000年代には高齢化と過疎に直面している。HTBのプロデューサーである四宮康雅は小樽を見て、介護施設の多さに加えて、花屋の意外な多さに気づき、漁師町で、信心深い高齢者に仏花の需要があると考えて、家族愛の物語を遅咲きの花にたとえて描写することを発案した。
脚本を担当した鄭義信は、鄭の手がける脚本の暖かみや台詞の奥深さを四宮が好んでおり、四宮が鄭を目標としていたことに加えて、「視聴率を取るテクニックに染まっていない」との基準から、起用された。四宮は制作前年の晩秋に、小樽を写した何枚もの写真を携えて鄭義信を訪ねた。鄭によれば、翌2004年春には撮影開始というスケジュールの過密さから、脚本を断ろうとも考えていたものの、天狗山の頂上に立つ一本桜の写真に魅力を感じて撮影を承諾、母と三姉妹の物語を発案したという。また鄭自身も小樽を訪ねたものの、満開の桜を目にする機会は無かったが、「逆に写真でしか見たことのない桜を追い求めることで、このドラマを作ることができた」とも語っている。
撮影は2004年6月に、すべてロケーション撮影で行われた。日程はわずか9日間に限られ、予算も厳しい上に、台風第6号の接近などの危機もあったが、小樽市内の園芸農家、企業、フィルム・コミッションなどの地元の協力が得られ、完成にこぎつけた。特に結末の天狗山の場面では、悪天候による延期が続き、これ以上の延期が不可能な状態で撮影の準備を始めた途端、空が青空となり、期待以上の撮影ができたという。

## 作品の評価
放送批評家である鈴木典之は、地方局ゆえに予算、設備、撮影日数が制限される中で、脚本、プロデューサー、演出といった製作陣の調和が出演者たちの演技に忠実に反映され、顕密なドラマ世界が成立されている点、および主人公の妹夫婦の日常や、小樽市内の人々との交流などの場面を挿入することによって、物語の現実味を増すと共に、作風が暗く単調になることを防止した点を評価した。
主人公たち家族間の軋轢と愛情を穏やかに、かつ繊細に描写することで、視聴の後に心に温かい余韻を残す作品として評価する声も寄せられた。また、介護や過疎は小樽市の抱える深刻な問題でもあり、ドラマではこれらを見事に浮き彫りにしているとの声、これらの問題を取り上げることで、たいへん現実味のある作品になったとの声も寄せられた。
現実から目を背ける主人公、家族を最優先に考える姉、自身の幸福を追う妹という人物設定は、介護に直面する多くの日本人に共感を呼び、感情移入しやすいの感想もあった。この3姉妹が物語の結末で下す決断は厳しいものだが、こうした答は人によって異なるものであり、視聴者自身が同じような状況に直面したときの心構えを考える契機を提供しているともいえることから、このドラマは鑑賞の後に深い思索を促していると、称賛の声もあった。
小樽の天狗山から見下ろす街並みなどの風景も効果的に取り入れられ、物語に奥行きを与えたと評価する意見も散見された。
北海道内での視聴率は12パーセント以上を記録し、時間帯1位であった。文化庁による2004年度の芸術祭賞では、ドラマの部で優秀賞を受賞した。